# Valentina Nikonova
Valentina Nikonova (ryska: Валентина Геннадьевна Никонова), född den 5 mars 1952 i Kazan, Ryssland, är en sovjetisk fäktare som tog OS-guld i damernas lagtävling i florett i samband med de olympiska fäktningstävlingarna 1976 i Montréal.